# 爆炸性锑
爆炸性锑是锑元素的一种极度活跃的同素异形体。当它受到刮擦，或突然受热时，就会爆炸。它于1855年首次被描述，可通过电解三氯化锑的盐酸溶液制取。爆炸性锑晶体的边界处常常会出现以卤素为主的杂质。当它爆炸时，平均每克爆炸性锑会释放24卡路里的能量。